# Campeonato Paulista do Interior de Futebol de 2018
O Campeonato Paulista do Interior de Futebol de 2018, ou Troféu do Interior, foi a 11.ª edição da competição que apontou o Campeão do Interior no Campeonato Paulista daquele ano. Teve a participação de seis clubes do interior que ficaram entre nono e décimo quarto colocado na primeira fase do Paulistão. O campeão foi a Ponte Preta e ganhou uma vaga na Copa do Brasil de 2019.

## Regulamento
O campeonato será disputado pelos clubes que ficaram entre nono e décimo quarto lugar na primeira fase do Campeonato Paulista. Os seis clubes foram divididos em dois grupos com três clubes cada. As equipes enfrentam apenas os clubes dos outros grupos. Os líderes avançam para disputar a final, em dois jogos, e decidir quem fica com o título e a classificação à Copa do Brasil.

## Equipes participantes
| Equipe          | Cidade     | Classificação | Estádio                   | Capacidade | Títulos              |
| --------------- | ---------- | ------------- | ------------------------- | ---------- | -------------------- |
| Ferroviária     | Araraquara | 11º           | Fonte Luminosa            | 20 000     | 0                    |
| Ituano          | Itu        | 9º            | Novelli Júnior            | 18 560     | 1 (2017)             |
| Mirassol        | Mirassol   | 14º           | José Maria de Campos Maia | 15 000     | 0                    |
| Ponte Preta     | Campinas   | 13º           | Moisés Lucarelli          | 19 728     | 3 (2009, 2013, 2015) |
| Red Bull Brasil | Campinas   | 12º           | Moisés Lucarelli          | 19 728     | 0                    |
| São Bento       | Sorocaba   | 10º           | Walter Ribeiro            | 13 772     | 1 (2016)             |

## Primeira fase

### Grupo A
|  | v d e |

### Grupo B
|  | v d e |

### Resultados
1ª Rodada
| 17 de março | Mirassol                         | 3 – 1          | Red Bull Brasil | Estádio José Maria de Campos Maia, Mirassol                          |
| 16:00       | Alison 59', 79' · Xuxa 69' (pen) | Súmula Borderô | 39' Edmílson    | Público: 4 798 Renda: 32.248,00 Árbitro: SP Adriano de Assis Miranda |

| 17 de março | São Bento        | 1 – 2          | Ituano                       | Estádio Walter Ribeiro, Sorocaba                                  |
| 16:00       | Léo Itaperuna 3' | Súmula Borderô | 22' Baralhas · 76' Claudinho | Público: 1 466 Renda: 20.355,00 Árbitro: SP Lucas Canetto Bellote |

| 18 de março | Ferroviária | 0 – 2          | Ponte Preta                  | Arena da Fonte Luminosa, Araraquara                                 |
| 19:00       |             | Súmula Borderô | 11' Yuri · 14' Lucas Mineiro | Público: 1 333 Renda: 14.000,00 Árbitro: SP Marcio Henrique de Gois |

2ª Rodada
| 20 de março | Red Bull Brasil  | 2 – 2          | São Bento                | Estádio Moisés Lucarelli, Campinas                         |
| 18:00       | Edmílson 2', 87' | Súmula Borderô | 24' Moraes · 81' Rogério | Público: 203 Renda: 1.385,00 Árbitro: SP Alessandro Darcie |

| 21 de março | Ituano                         | 2 – 2          | Ferroviária                  | Estádio Novelli Júnior, Itu                                        |
| 18:00       | Júnior Santos 25' · Corrêa 53' | Súmula Borderô | 36' Moacir · 43' Caio Mancha | Público: 1 685 Renda: 11.995,00 Árbitro: SP Thiago Luis Scarascati |

| 21 de março | Ponte Preta                          | 2 – 0          | Mirassol | Estádio Moisés Lucarelli, Campinas                                             |
| 19:00       | Édson Silva 42' · Felipe Saraiva 57' | Súmula Borderô |          | Público: 2 078 Renda: 20.840,00 Árbitro: SP Rodrigo Guarizo Ferreira do Amaral |

3ª Rodada
| 24 de março | São Bento                                                   | 3 – 1          | Ponte Preta | Estádio Walter Ribeiro, São Bento  |
| 19:00       | Diogo Oliveira 33' · Lucas Farias 51' · Anderson Cavalo 91' | Súmula Borderô | 86' Aaron   | Árbitro: SP Thiago Luis Scarascati |

| 24 de março | Ferroviária                              | 3 – 1          | Red Bull Brasil | Arena da Fonte Luminosa, Araraquara            |
| 19:00       | Caio Mancha 31' · Misael 71' · Tadeu 79' | Súmula Borderô | 52' Éder Luís   | Árbitro: SP Rodrigo Guarizo Ferreira do Amaral |

| 24 de março | Ituano | 0 – 2          | Mirassol                      | Estádio Novelli Júnior, Itu                |
| 19:00       |        | Súmula Borderô | 80' Alison · 90+3' Luís Oyama | Árbitro: SP Vinicius Gonçalves Dias Araujo |

## Final

### Ida
| 29 de março | Mirassol          | 1 – 1          | Ponte Preta | Estádio José Maria de Campos Maia, Mirassol |
| 18:30       | Edson Silva 90+2' | Súmula Borderô | 57' Marciel | Árbitro: SP Vinicius Furlan                 |

### Volta
| 2 de abril | Ponte Preta | 1 – 0          | Mirassol | Estádio Moisés Lucarelli, Campinas |
| 20:00      | Emerson 67' | Súmula Borderô |          | Árbitro: SP Salim Fende Chavez     |

## Premiação
| Campeão do Interior 2018        |
| Campinas                        |
| ------------------------------- |
| Ponte Preta Campeão (6° título) |